# Doug Dearth
Doug Dearth ist ein US-amerikanischer Theater- und Filmschauspieler, Filmproduzent und Filmregisseur.

## Leben
Dearth ist Absolvent der Lake High School. Er lernte an den DW Brown Studios bei Joanne Baron und am Actor’s Conservatory Theater das Schauspiel. Bevor er sich dem Filmgeschäft widmen konnte, arbeitete er zuvor von 1991 bis 1994 bei der PowerFood, Inc. als Marketing Manager, bis er schließlich ab 2000 bei der New Crime Productions als Co-Produzent anfing. Dort war er bis 2008 tätig. Von 2007 bis 2014 war er als Produzent und Regisseur bei der Suarez Corporation Industries tätig, von 2010 bis 2017 bei der Fallout Entertainment sowie von 2012 bis 2013 bei der Media Services Entertainment in der gleichen Funktion. Weitere Stationen waren die Big Machine Design von 2014 bis 2017, die Sony Music Entertainment von 2016 bis 2017 und seit 2008 bis heute die One In A Row Films.
Er debütierte 1997 als Schauspieler in Nebenrollen in Ein Mann – ein Mord und Con Air. 2002 folgte eine Rolle in Never Get Outta the Boat. 2006 übernahm er kleinere Rollen in den Filmen Magma – Die Welt brennt und The Contract, sowie eine größere Rolle im Fernsehfilm Basilisk – Der Schlangenkönig. Im Folgejahr übernahm er eine Rolle in Die Zeit ohne Grace, wo er auch für die Produktion zuständig war. Im 2008 erschienenen Film War Inc. – Sie bestellen Krieg: Wir liefern übernahm er ebenfalls Tätigkeiten als Schauspieler und als Produzent. 2009 übernahm er die Regie für die Dokumentation 9000 Needles, für die er Preise erhielt für die beste Dokumentation auf dem Phoenix Film Festival, dem Temecula Film Festival und dem Lake Arrowhead Film Festival. 2013 erschien sein Film Underdogs, 2020 erschien Odd Man Rush.

## Filmografie

### Schauspiel
- 1997: Ein Mann – ein Mord (Grosse Pointe Blank)
- 1997: Con Air
- 2002: Never Get Outta the Boat
- 2006: Magma – Die Welt brennt (Magma: Volcanic Disaster) (Fernsehfilm)
- 2006: The Contract
- 2006: Basilisk – Der Schlangenkönig (Basilisk: The Serpent King) (Fernsehfilm)
- 2007: Die Zeit ohne Grace (Grace Is Gone)
- 2007: Lost Colony (Fernsehfilm)
- 2008: War Inc. – Sie bestellen Krieg: Wir liefern (War, Inc.)

### Produktion
- 1999: Reiter auf verbrannter Erde (The Jack Bull) (Fernsehfilm)
- 2007: Die Zeit ohne Grace (Grace Is Gone)
- 2008: War Inc. – Sie bestellen Krieg: Wir liefern (War, Inc.)
- 2009: 9000 Needles (Dokumentation)
- 2011: Welt extrem! (Vanguard) (Fernsehserie, Episode 5x10)
- 2013: Underdogs
- 2013: Dementia's Doorway (Fernsehserie, Episode 1x01)
- 2014: Inside the Walking Dead Special (Fernsehdokumentation)
- 2014: Inside the Walking Dead: Walker University (Fernsehdokumentation)
- 2017: The Walking Dead: Behind the Dead (Fernsehdokumentation)
- 2017: The Walking Dead: Walker World (Fernsehdokumentation)

### Regie
- 2009: 9000 Needles (Dokumentation)
- 2013: Underdogs
- 2013: Dementia's Doorway (Fernsehserie, Episode 1x01)
- 2020: Odd Man Rush